# Бирлик (Мойынкумский район)
Бирлик (каз. Бірлік, до 1997 года — Коктерек, каз. Көктерек) — село в Мойынкумском районе Жамбылской области Казахстана. Административный центр и единственный населённый пункт Бирликского сельского округа. Находится примерно в 52 км к юго-востоку от районного центра, аула Мойынкум. Код КАТО — 315635100. В 1939—1963 годах было центром Коктерекского района.

## Население
В 1999 году население села составляло 3588 человек (1799 мужчин и 1789 женщин). По данным переписи 2009 года, в селе проживало 3157 человек (1549 мужчин и 1608 женщин).